# Верхнее Казачье
Ве́рхнее Каза́чье — село в Задонском районе Липецкой области России. Административный центр Верхнеказаченского сельского поселения.

## История
Согласно мнению Г. Германова село было основано елецкими казаками, благодаря чему и получило своё название. В 1676 году в Верхнем Казачьем имелась Рождественская церковь и 28 дворов. Живший в селе в XVIII веке дьячок Никита Герасимов был родоначальником фамилии Никитиных, представителем которой являлся русский поэт Иван Саввич Никитин.
Административно входило в состав Задонского уезда Воронежской губернии.

## Географическое положение
Село расположено на Среднерусской возвышенности, в южной части Липецкой области, в центральной части Задонского района, на левом берегу излучины реки Дон. Расстояние до районного центра (города Задонска) — 11 км. Абсолютная высота — 135 метров над уровнем моря. Ближайшие населённые пункты — село Уткино, село Нижнее Казачье, деревня Затишье, село Замятино, деревня Мухино, село Балахна, село Паниковец, село Юрьево. К северо-востоку от села проходит автотрасса федерального значения М4 «Дон».

## Население
| 1859 | 1897 | 2010 |
| ---- | ---- | ---- |
| 590  | ↗913 | ↘412 |

По данным Всероссийской переписи, в 2010 году численность населения села составляла 412 человек (193 мужчины и 219 женщин).

## Улицы
Уличная сеть села состоит из 8 улиц.

## Известные уроженцы
- Бионосенко, Андрей Куприянович — участник Великой Отечественной войны, полный кавалер ордена Славы.

## Достопримечательности
В селе расположен действующий православный храм во имя Рождества Христова, возведённый в 1885 году.